# Discografia de Fiuk
A discografia de Fiuk, um cantor e compositor brasileiro, compreende dois álbuns de estúdio, um extended plays, sete singles e uma gama de videoclipes musicais em uma carreira iniciada em 2011. 

## Álbuns

### Álbum de estúdio
| Álbum     | Detalhes                                                                                |
| --------- | --------------------------------------------------------------------------------------- |
| Sou Eu    | - Lançamento: 17 de agosto de 2011 - Formatos: CD, download digital - Gravadora: Warner |
| Vira-Lata | - Lançamento: 10 de março de 2013 - Formatos: CD, download digital - Gravadora: Warner  |

### Extended plays(EPs)
| Álbum     | Detalhes                                                                          |
| --------- | --------------------------------------------------------------------------------- |
| Fiuk 2014 | - Lançamento: 8 de julho de 2014 - Formatos: Download digital - Gravadora: Warner |

## Singles

### Como artista principal
| Canção                                   | Ano  | Álbum                         |
| ---------------------------------------- | ---- | ----------------------------- |
| "Sou Eu"                                 | 2011 | Sou Eu                        |
| "Quero Toda Noite" (part. Jorge Ben Jor) | 2011 | Sou Eu                        |
| "Abre os Olhos"                          | 2012 | Sou Eu                        |
| "Foi Preciso Você"                       | 2012 | Sou Eu                        |
| "Toma Toma" (part. MC Sapão)             | 2013 | Vira-Lata                     |
| "Fora de Alcance"                        | 2013 | Vira-Lata                     |
| "Amor" (part. Lucas Silveira)            | 2016 | Não adicionado à nenhum álbum |

### Singlespromocionais
| Canção                | Ano  | Álbum                         |
| --------------------- | ---- | ----------------------------- |
| "Blowin' in the Wind" | 2011 | Sou Eu                        |
| "Desejo Proibido"     | 2016 | Não adicionado à nenhum álbum |

## Outras aparições
| Título                           | Ano  | Outro(s) artista(s) | Álbum       |
| -------------------------------- | ---- | ------------------- | ----------- |
| "I Can't Live Without Your Love" | 2010 | —                   | Malhação ID |
| "Blowin' in the Wind"            | 2010 | —                   | Araguaia    |
| "Eterno Pra Você"                | 2010 | —                   | Eclipse     |
| "20 e Poucos Anos"               | 2011 | Fábio Júnior        | Íntimo      |

## Videoclipes
| Canção             | Ano  | Diretor                               |
| ------------------ | ---- | ------------------------------------- |
| "Sou Eu"           | 2011 | Gee Rocha, Caio Paifer e Cesar Ovalle |
| "Quero Toda Noite" | 2011 | Caio Paifer                           |
| "Foi Preciso Você" | 2012 | Caio Paifer e Fiuk                    |
| "Toma Toma"        | 2013 | Bruno Murtinho                        |
| "Fora de Alcance"  | 2013 | Caio Paifer                           |